# Empoasca amurensis
Empoasca amurensis är en insektsart som beskrevs av Anufriev 1970. Empoasca amurensis ingår i släktet Empoasca och familjen dvärgstritar. Inga underarter finns listade i Catalogue of Life.